# Pseudasellodes constellata
Pseudasellodes constellata är en fjärilsart som beskrevs av W. Warren 1911. Pseudasellodes constellata ingår i släktet Pseudasellodes och familjen mätare. Inga underarter finns listade i Catalogue of Life.